# Балцата (Козенца)
Балцата је насеље у Италији у округу Козенца, региону Калабрија.
Према процени из 2011. у насељу је живело 91 становника. Насеље се налази на надморској висини од 649 м.